# Edwin Austin Abbey
Edwin Austin Abbey (Filadélfia, 1 de Abril de 1852 — Londres, 1 de Agosto de 1911) foi um pintor dos Estados Unidos.
Foi educado na Academia da Pensilvânia. Desde os seus 19 anos começou a distinguir-se como ilustrador de livros e revistas. Mais tarde, vai realizar idêntico trabalho em Inglaterra. Dedicou-se ainda à aguarela e à pintura. Entre as suas obras mais famosas figuram 15 painéis para a Biblioteca Pública de Boston.

## Trabalhos de Abbey

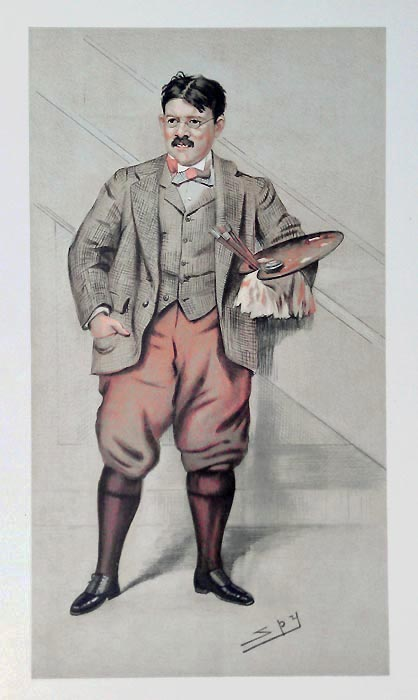
Edwin Austin Abbey (1898), de Leslie Ward , Vanity Fair , 29 de dezembro de 1898.
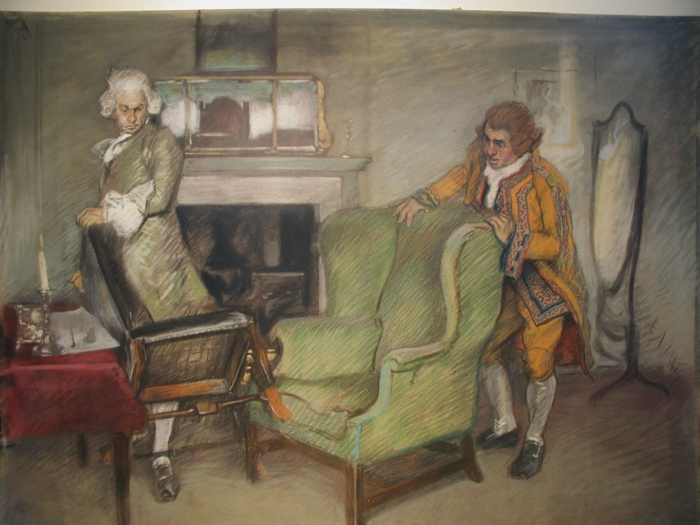
ob Acres and His Servant (c. 1895), Galeria de Arte da Universidade de Yale.
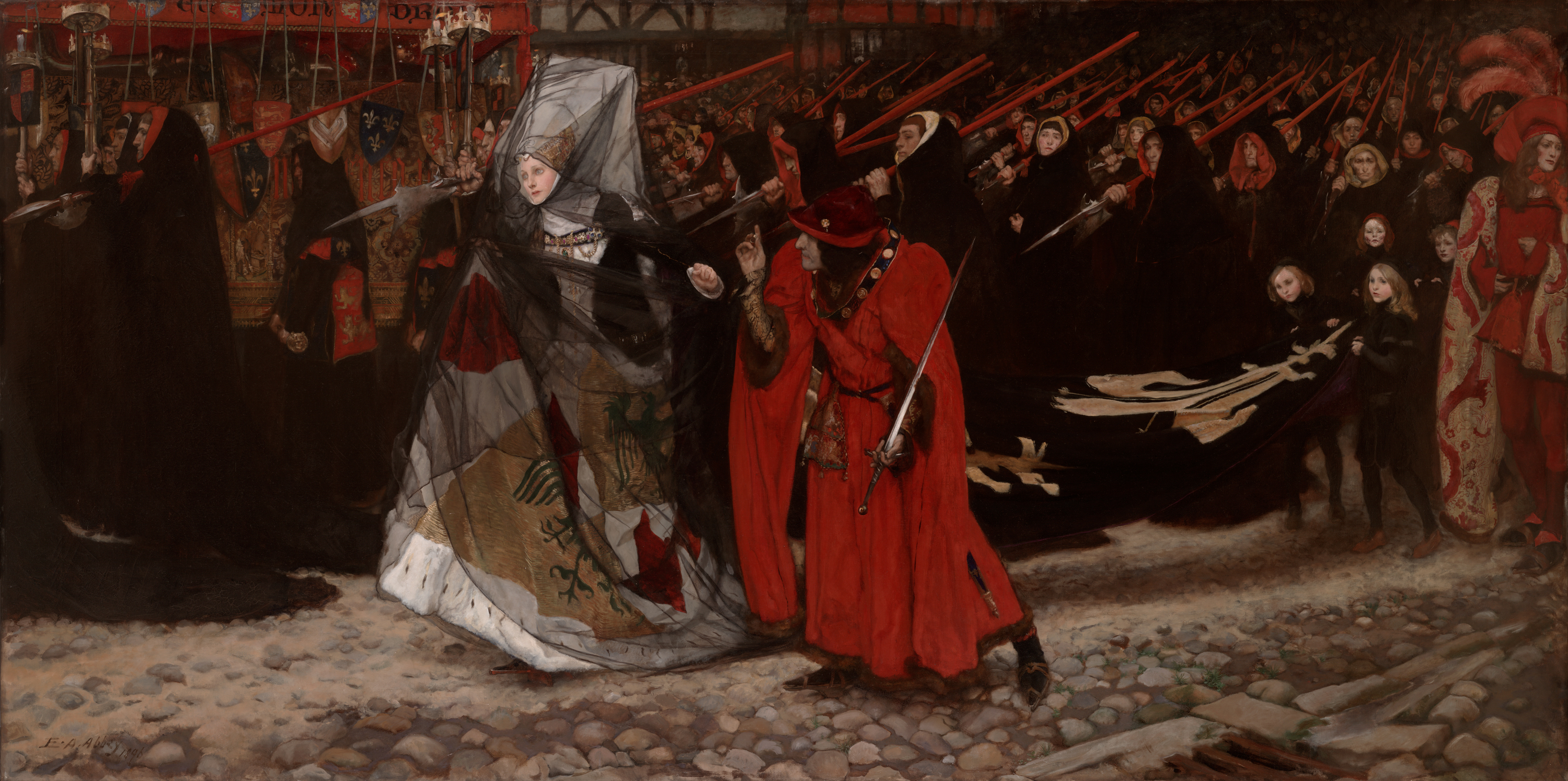
Richard, Duque de Gloucester, e Lady Anne (1896), Galeria de Arte da Universidade de Yale.
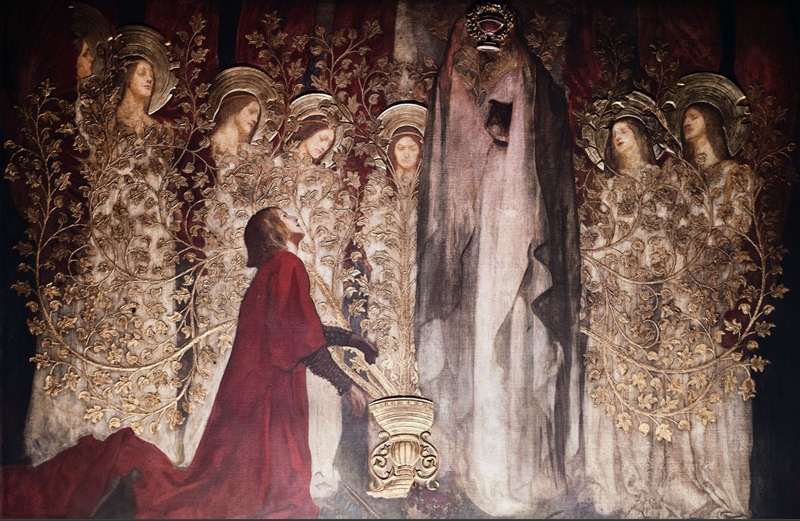
Sir Galahad e o Santo Graal (1896-1901), Biblioteca Pública de Boston.
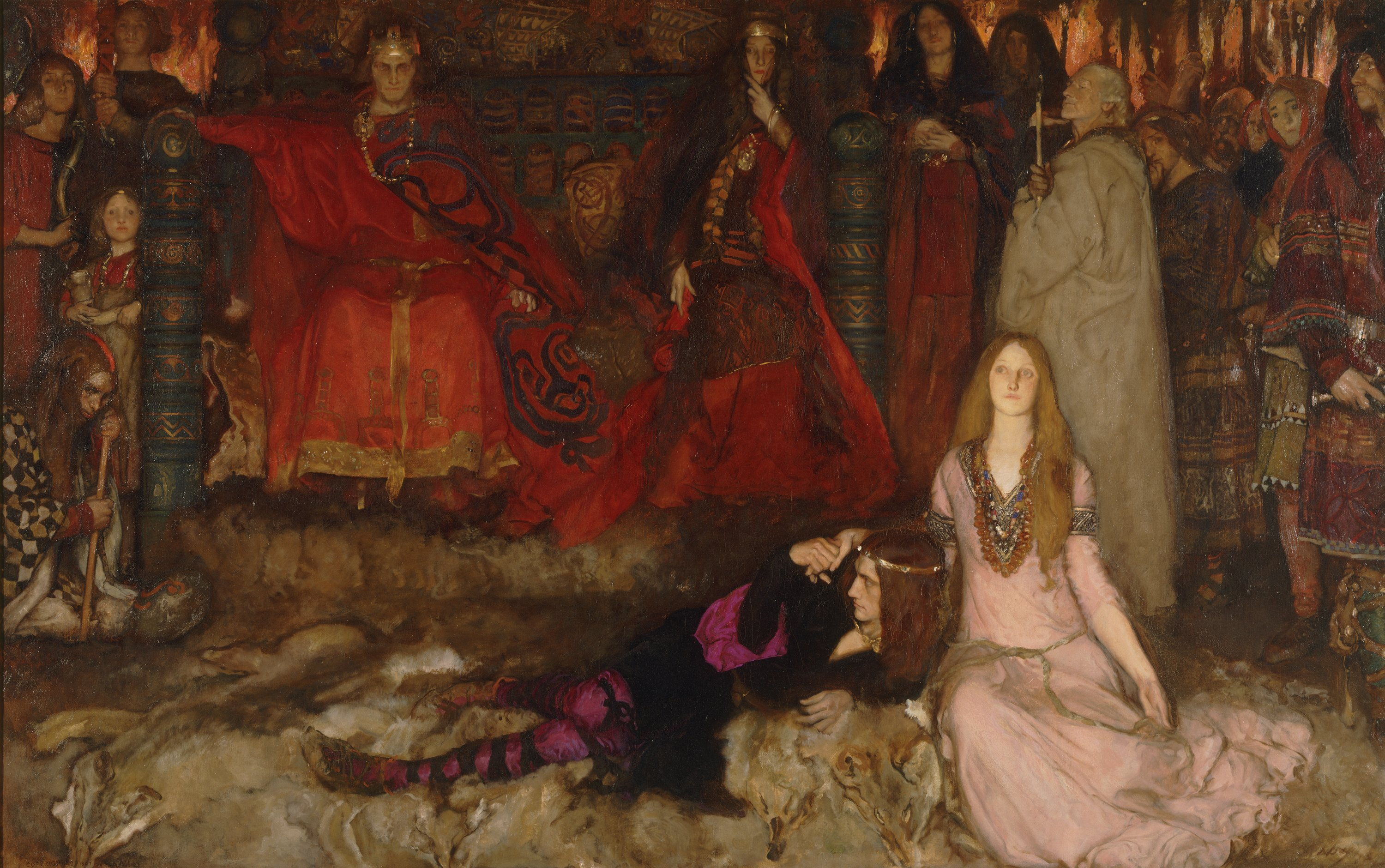
The Play Scene in Hamlet (1897), Yale University Art Gallery.
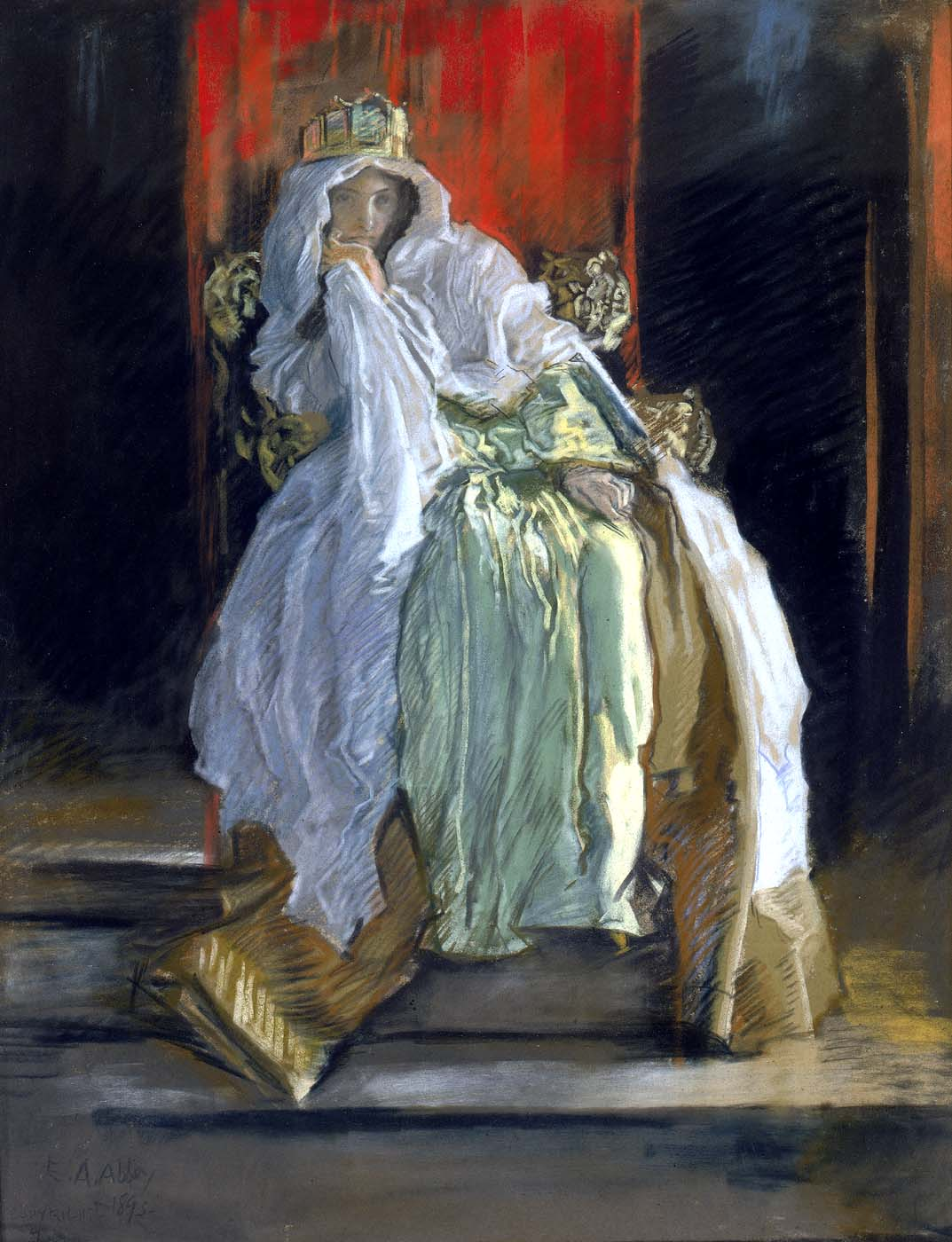
The Queen in Hamlet (c. 1897), coleção particular.
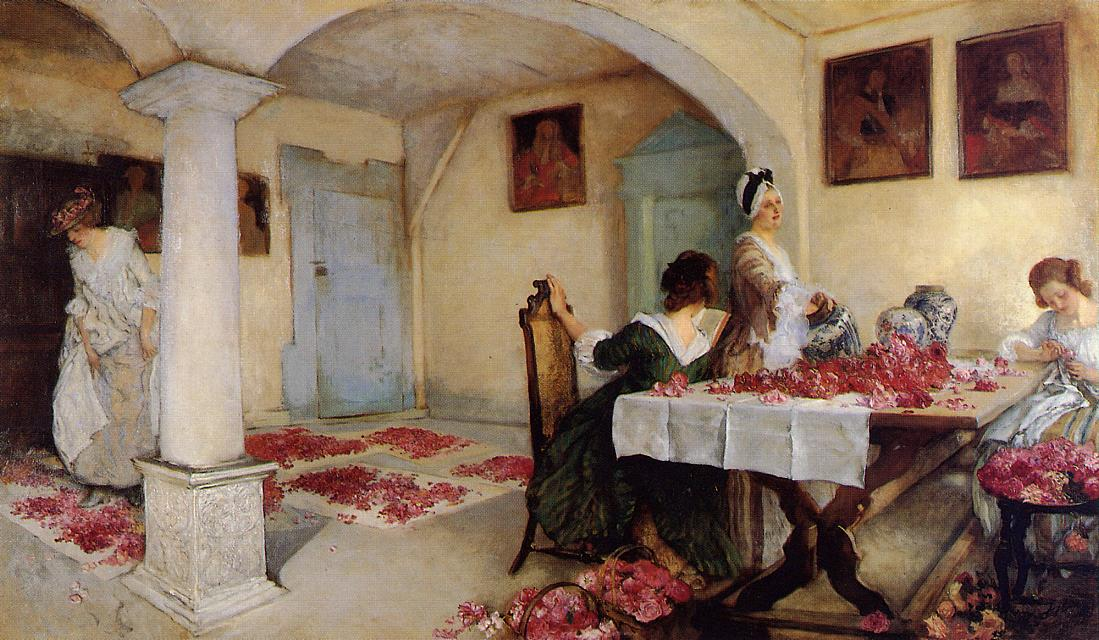
Potpourri (1899), coleção particular.
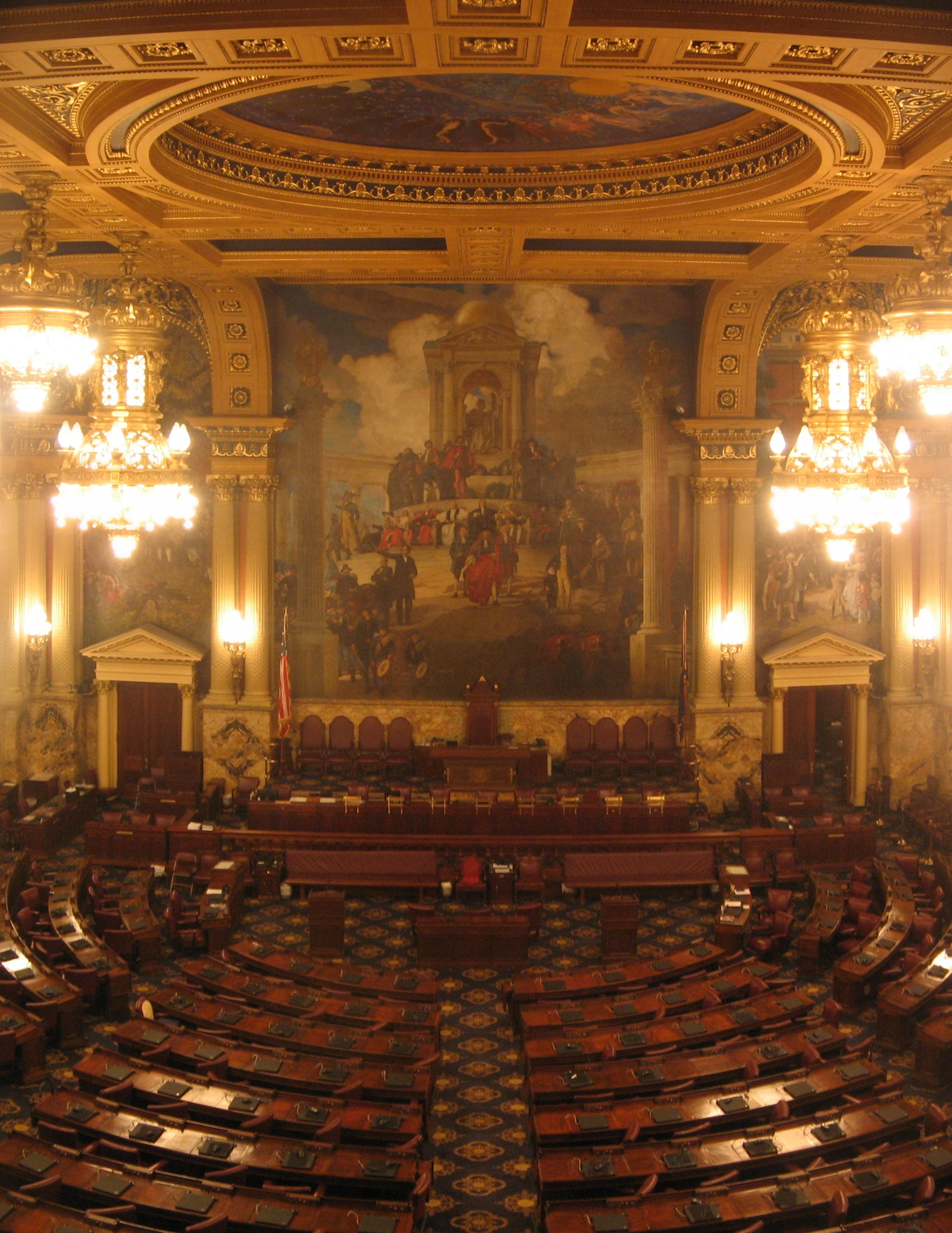
Apoteose da Pensilvânia (1908–11), Câmara da Câmara, Capitólio do Estado da Pensilvânia.
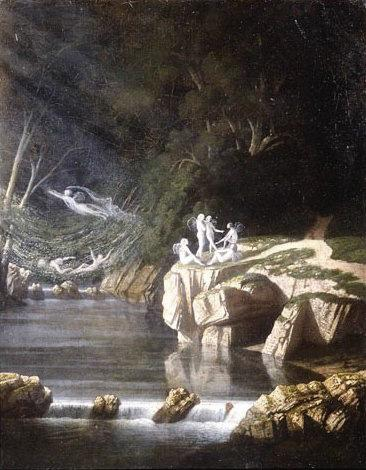
Fadas